# Edmund Raatz
Edmund Raatz (* 5. Juli 1936) ist ein deutscher Schauspieler und Kabarettist.

## Leben
Der 1936 geborene Edmund Raatz besuchte von 1945 bis 1953 die Grundschule in Greiffenberg. Von 1953 bis 1955 absolvierte er eine Berufsausbildung im Landtechnischen Instandsetzungswerk (LIW) in Neuenhagen bei Berlin. Seit 1978 übt er den Beruf eines Schauspielers auf freischaffender Basis aus. Über 20 Jahre wirkte er als Kleindarsteller an der Komischen Oper Berlin und 17 Jahre im Kabarett. In mehreren Produktionen verschiedener Film- und Fernsehgesellschaften stand er vor der Kamera.
Edmund Raatz lebt in Berlin-Friedrichsfelde.

## Filmografie
- 1977: El Cantor (Fernsehfilm)
- 1986: Jan auf der Zille
- 1986: Polizeiruf 110: Das habe ich nicht gewollt (Fernsehreihe)
- 1988: Die Schauspielerin
- 1988: Rapunzel oder Der Zauber der Tränen (Fernsehfilm)
- 1988: Präriejäger in Mexiko (Fernseh-Zweiteiler)
- 1989: Polizeiruf 110: Mitternachtsfall
- 1989: Kai aus der Kiste (Fernsehfilm)
- 1990: Polizeiruf 110: Warum ich …
- 1990: Die Architekten
- 1990: Polizeiruf 110: Das Duell
- 1991: Farßmann oder Zu Fuß in die Sackgasse
- 1991: Polizeiruf 110: Mit dem Anruf kommt der Tod
- 1991: Der Tangospieler
- 1994: Ein Bayer auf Rügen (Fernsehserie, 1 Episode)
- 1994: Zappek (Fernsehserie, 1 Episode)
- 1999: Ein starkes Team: Im Visier des Mörders (Fernsehserie)
- 2003: Der Bulle von Tölz (Fernsehserie, 1 Episode)
- 2003 – 2006: Schloss Einstein (Fernsehserie, 11 Episoden)

## Theater
- 1998: Thomas Bernhard: Der Weltverbesserer – Regie: Joachim Schütz (Deutsches Theater Berlin)
- 2003: Gerhart Hauptmann: Michael Kramer – Regie: Thomas Langhoff (Berliner Ensemble)